# 細川尹賢
細川 尹賢（ほそかわ ただかた）は、戦国時代の武将。細川氏の庶流・典厩家4代当主。本家に当たる京兆家を継いだ高国は従兄に当たる。

## 生涯
細川氏野州家分家の当主・細川春倶の子として誕生。備中国守護に任ぜられた国豊の弟で和泉下守護家を継いだ高基の兄。
初名は政光であり、『不問物語』によれば後に澄重を名乗ったとされる。澄重時代には、「駿河刑部少輔澄重」を名乗っており、細川駿河守家（細川義久の子孫の家系で、永享年間（1429年〜1441年）から外様衆を務めた）を継いでいたと考えられている。後に典厩家を継いだ際には、弟の細川四郎左衛門佐（後に駿河入道宗寅）が駿河守家を継いでおり、尹賢の子・藤賢と勝国も一時期駿河守家を継いでいる。
典厩家3代当主・細川政賢の養子となるが、永正の錯乱では高国に従った（なお、政賢の父である細川政国の孫にあたる女性を室に迎えたとする系図もある）。
永正8年（1511年）の船岡山合戦で政賢が高国と抗争して戦死した後、高国から家督相続を許されて典厩家の当主となり、高国に仕えた。また、高国を通じて将軍家からの一字拝領を願い出て許され、将軍足利義尹（のちの義稙）から偏諱を受けて名を尹賢（ただかた）と名乗る（「賢」は典厩家における通字であるが、細川家の通字の一つである「元」を冠した尹元（ただもと）も別名として伝わっている）。一方、政賢の実子である細川澄賢・晴賢父子は依然として反高国を貫いていて典厩家は分裂している。
大永6年（1526年）、高国の重臣・香西元盛を讒訴して高国に殺させた。このため、元盛の兄弟であった波多野元清や柳本賢治らが丹波国で高国・尹賢らに対して挙兵し、阿波国から細川晴元・三好元長らも挙兵する。これに対して尹賢は高国の命令を受けて波多野元清らを攻めたが敗れてしまう。大永7年（1527年）には三好政長と柳本賢治の連合軍と戦ったが敗れ（桂川原の戦い）、高国や12代将軍・足利義晴と共に近江国に逃走した。
享禄元年（1528年）、高国と京都奪回を試みるが、晴元の前に敗れたため、尹賢は落ち目になった高国を見限って晴元側に寝返り、享禄4年（1531年）には三好元長と共に高国を敗死させた（大物崩れ）が、その直後から晴元と不和になり、最終的に7月24日、晴元の命を受けた木沢長政によって摂津で殺害された。ただし、近衛尚通の日記には直前に富田に隠れていたことと尹賢が入水したために木沢軍の兵が捜索しているという記述もあり、実際には富田から淀川を渡って逃亡をしようとして失敗し、進退窮まって入水自殺したとみられる。
子のうち、氏綱は高国の養子となっていたため、もう一人の藤賢が典厩家を継いだ（ただし、藤賢の前に氏綱が典厩家の当主であったとされることが多い）。氏綱は養父と実父の仇である晴元と抗争していくこととなる。

## 系譜
- 父：細川春倶（?-1500）
- 母：不詳
- 養父：細川政賢（?-1511）
- 室：伊勢貞陸女[6]
- 生母不詳
  - 男子：細川氏綱（1513-1564） - 細川高国の養子
  - 男子：細川藤賢（1517-1590）
  - 男子：細川勝国
  - 男子：四郎左衛門佐[1]